# Association nationale des élus de la vigne et du vin
Pour les articles homonymes, voir ANEV.
L'Association nationale des élus de la vigne et du vin (ANEV) est une association d'élus,, qui, à la différence d'un club parlementaire, réunit des parlementaires mais aussi des collectivités territoriales et des élus locaux, créée en 1999 par le député Michel Grégoire.

## Fonctionnement
L'ANEV est une association. Le bureau est composé des deux coprésidents, des trois vice-présidents, du secrétaire général et du trésorier. Peuvent adhérer à l'association les collectivités locales (communes, EPCI, départements, régions), les parlementaires, et les élus locaux à titre individuel.
L'ANEV se donne comme objectif, entre autres, de « promouvoir le dynamisme et la qualité de vie des communes, des terroirs vitivinicoles et des hommes et des femmes qui les habitent. »
Ses ressources sont constituées par les cotisations des adhérents. Elle peut aussi recevoir des subventions publiques ainsi que des dons, libéralités ou tout autre ressource autorisée par la loi de la part de toute personne morale (publique ou privée). Ses événements peuvent donc être financés ou coorganisés par des partenaires privés. Parmi ces partenaires, on a compté l'Université du Vin - Suze la Rousse, Forum Œnologie, ViTeff, un « blog de veille sur les vins effervescents », Réussir, un éditeur spécialisé dans la presse agricole, la Confédération nationale des appellations d'origine contrôlée (CNAOC), la société de tourisme œnologique Wine Tourism in France, et la société Adelphe. A partir de 2019, son seul partenariat rémunéré concerne le Prix ANEV/Adelphe de la meilleure action d’intérêt général qu'elle remet avec Adelphe dans le cadre du Festival Oenovideo organisé par Forum Œnologie.
La structure comptait, en 2017, 107 membres parlementaires selon la Hatvp. Chiffre relativement stable d'année en année, auquel s'ajoutent de nombreuses collectivités locales.
Ses coprésidents sont, en 2025, le député de la Haute-Garonne Jean-François Portarrieu et le sénateur du Haut-Rhin Christian Klinger. Ils ont succédé en 2024 à la sénatrice Nathalie Delattre et au député Didier Paris.

## Activités

### Activité de lobbying
Selon la Haute autorité pour la transparence de la vie publique, l'existence des clubs parlementaires comme l'ANEV a une finalité de lobbying. L'ancien coprésident de l'association, le député Philippe Martin, reconnaît en 2017 : « c'est une sorte de lobby ».
L'ANEV permet aux lobbies, notamment Vin et société, de rencontrer directement les élus au sein de l'Assemblée nationale.
Pour Alain Rigaud, médecin spécialiste en addictologie, l'ANEV est un lobby qui a pour objectif « de démanteler la loi Evin, dénoncée comme source d’une jurisprudence toujours plus restrictive et à la fois, non sans contradiction, comme un échec, alors qu’elle n’a cessé depuis vingt ans d’être l’objet de rabotages successifs ; ainsi que distinguer le vin des autres boissons alcooliques et maintenir son privilège fiscal ». Pour Olivier Costa, le club parlementaire a relayé efficacement les positions des lobbies contre la loi Évin.
En novembre 2019, l'ANEV obtient l'abandon par le gouvernement de l'initiative du « mois sans alcool », ce qui suscite une polémique,.

### Défense et promotion de la viticulture
Par la voix de ses adhérents, l’ANEV défend régulièrement des propositions législatives dans le cadre de l’examen des lois de finances et de financement de la Sécurité sociale.
En 2020, la mobilisation de sa coprésidente Nathalie Delattre a notamment permis d’intégrer à la loi de financement de la Sécurité sociale un dispositif d’exonération de cotisations sociales à destination des exploitants viticoles touchées par la crise économique et sanitaire consécutive à la pandémie de covid-19.
L’association a proposé un plan de soutien à la filière viticole de 14 propositions, dont certaines ont été reprises par le gouvernement et les autorités européennes (distillation d’urgence, aide au stockage privé, prolongation des autorisations de plantation inutilisables en 2020).
Par ailleurs, l’ANEV a initié la mobilisation de plus de 600 collectivités locales, représentant plus de 1000 communes des territoires viticoles, qui ont adopté en 2020 une motion de soutien à la filière vin pour s’opposer à la « taxe Trump » contre le vin et demander la mise en place par le gouvernement d’un fonds de compensation pour les entreprises touchées par cette surtaxation.